# Mango (Fluggesellschaft)
Mango ist eine südafrikanische Billigfluggesellschaft mit Sitz in Johannesburg und Basis auf dem Flughafen O. R. Tambo. Sie ist ein Tochterunternehmen der South African Airways.
Seit dem 21. Juli 2021 mussten alle Flüge eingestellt werden, nachdem es anhaltend finanzielle Probleme gab. Mitte 2022 haben die südafrikanischen Behörden die Betriebslizenzen von Mango für einen Zeitraum von zwei Jahren ausgesetzt.

## Geschichte
Mango wurde im Jahr 2006 durch South African Airways als Billigfluggesellschaft gegründet, um in direkte Konkurrenz zu Gesellschaften wie Kulula und 1time treten zu können. Der ursprüngliche Projektname lautete TULCA (kurz für The Ultimate Low Cost Airline, dt. „Die ultimative Billigfluggesellschaft“), diese Abkürzung ist heute auch ihr Rufzeichen.
Für die Aufnahme des Flugbetriebs am 15. November 2006 begann der Ticketverkauf am 30. Oktober 2006. Zu Beginn wurden Flüge für 169 Rand verkauft, was zu diesem Zeitpunkt etwa 50 % des Preises der Konkurrenten entsprach.
Mango hatte mit Stand Juli 2010 in Südafrika einen Marktanteil von 17 Prozent. Im Dezember 2015 gab die Star Alliance bekannt, dass sie Mango als erste Billigfluggesellschaft in den neuen Status eines Connecting Partners aufnehmen werde. Dadurch soll unter anderem die Möglichkeit bestehen, für Anschlussflüge einzuchecken und das Gepäck bis zum Zielort abzufertigen. Statusinhaber von Star Alliance sollen auch in den Genuss ausgewählter Privilegien von Mango kommen.
Ende April 2021 kamen interne Dokumente an die Öffentlichkeit, die das erneute Grounding der Fluggesellschaft aufgrund Geldmangels und die Beantragung eines Insolvenzverfahrens ankündigten. Am 28. April 2021 wurde Mango kurzzeitig gegroundet. Am 27. Juli 2021 wurde der Betrieb erneut aufgrund finanzieller Probleme auf unbestimmte Zeit eingestellt. Mitte August 2021 wurde gerichtlich der Insolvenzstatus der freiwilligen Unternehmensrettung bestätigt. Im November 2021 bestätigte Muttergesellschaft SAA erneut, dass Mango entweder verkauft oder aufgelöst werden soll.
Die südafrikanischen Behörden haben am 21. Juli 2021 bestimmte Betriebslizenzen von Mango aus regulatorischen Gründen für einen Zeitraum von zwei Jahren ausgesetzt. Damit mussten alle Flüge eingestellt werden. Anfang September 2022 wurde die kurzfristige Privatisierung und eine Wiederaufnahme der Flüge ab Dezember 2022 in Aussicht gestellt. Im Juni 2025 wurde eine Wiederaufnahme des Betriebs angekündigt.

## Flugziele
Mango flog bis zur Einstellung von ihren beiden Drehkreuzen in Johannesburg und Kapstadt nationale Ziele an.

## Flotte

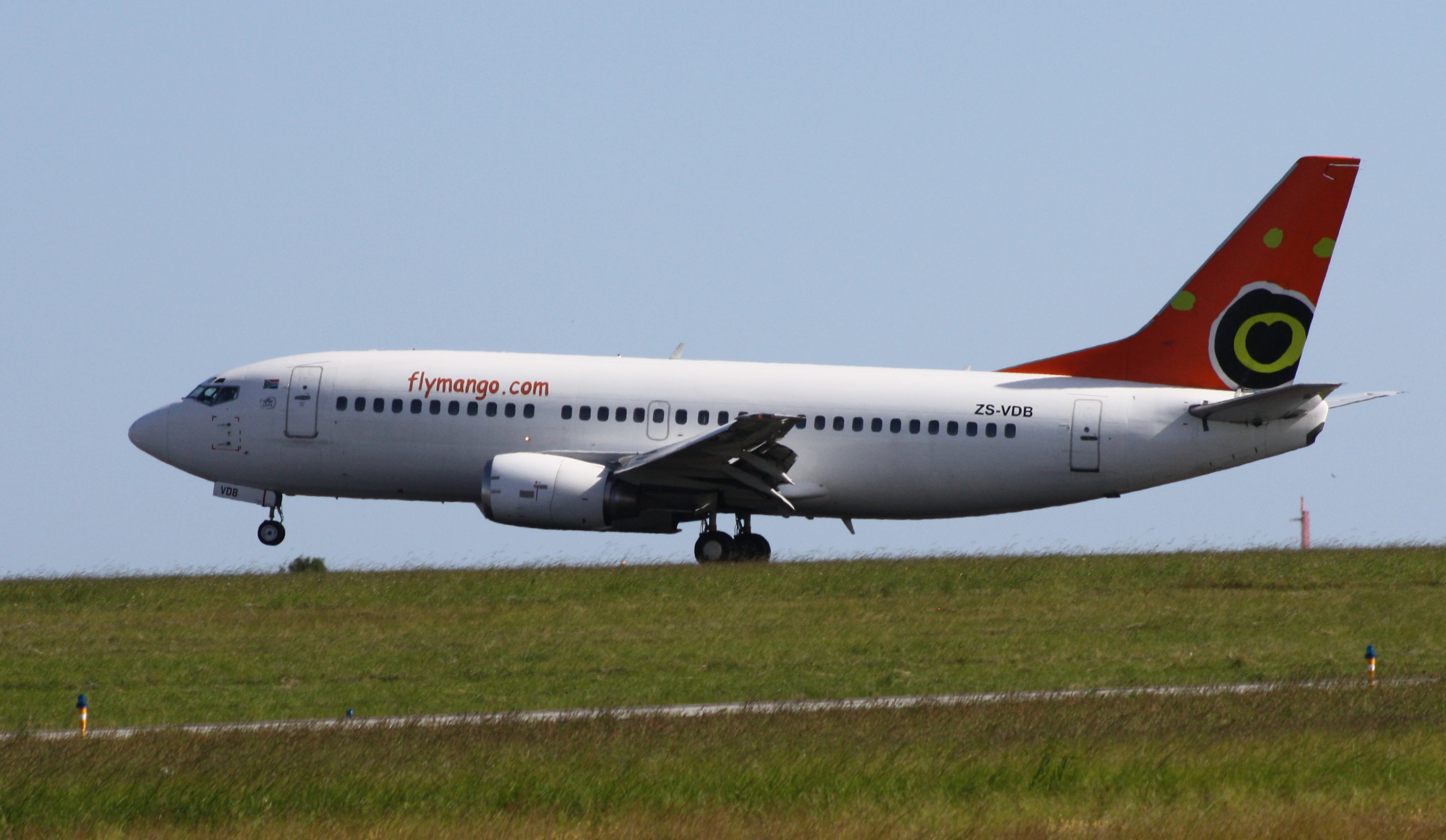
Boeing 737-300 der Mango (2013)

Mit Stand August 2021 besteht die Flotte der Mango aus 8 Flugzeugen mit einem Durchschnittsalter von 20,7 Jahren:
| Flugzeugtyp    | aktiv | bestellt | Anmerkungen               | Sitzplätze |
| -------------- | ----- | -------- | ------------------------- | ---------- |
| Boeing 737-800 | 8     |          | mit Winglets ausgestattet | 186        |
| Gesamt         | 8     | –        |                           |            |

An Bord ihrer Boeing 737-800 bietet Mango gegen Gebühr ein Wi-Fi an. Der Service wird von G-Connect zur Verfügung gestellt.